# Betashachia tropica
Betashachia tropica är en fjärilsart som beskrevs av Sergius G. Kiriakoff 1974. Betashachia tropica ingår i släktet Betashachia och familjen tandspinnare. Inga underarter finns listade i Catalogue of Life.